# Vertigo allyniana
Vertigo allyniana är en snäckart som beskrevs av S. S. Berry 1919. Vertigo allyniana ingår i släktet Vertigo och familjen puppsnäckor. Inga underarter finns listade i Catalogue of Life.